# Monsieur (Film)
Monsieur ist eine französisch-deutsch-italienische Filmkomödie aus dem Jahr 1964 von Jean-Paul Le Chanois mit Jean Gabin und Liselotte Pulver nach dem gleichnamigen Stück von Claude Gevel in den Hauptrollen.

## Handlung
„Monsieur“, das ist René Duchêne, ein angesehener, arrivierter Bankdirektor und Grandseigneur vom Scheitel bis zur Sohle. Nun aber ist seine Welt in Scherben zerbrochen. Er geht gedankenverloren die Straße entlang, als ihn ein hübsches, blondes Fräulein anspricht, ganz offensichtlich eine Prostituierte. Monsieur lehnt ihr offensichtliches Angebot dankend ab, dann sieht er, wen er vor sich hat: es ist Suzanne, sein früheres Dienstmädchen. Er erzählt ihr, dass seine Frau vor acht Tagen bei einem Autounfall ums Leben kam. Monsieur Duchêne ist deswegen zu Tode betrübt, er weiß nicht, wie sein Leben noch weitergehen soll. Er gibt Suzanne all das Geld, das er noch bei sich hat, und steuert zielgerichtet auf ein Flussufer zu, mit der Absicht, sich zu ertränken. Der alte Mann ist schon dabei, sich in die Fluten zu stürzen, da eilt seine ehemalige Angestellte herbei und hält ihn von der Verzweiflungstat ab. Sie erklärt dem verblüfften Alten, dass sich die Trauer um Madame gar nicht lohne, denn „Madame hat sie doch schon die ganze Zeit mit einem anderen betrogen!“. Duchêne ist verblüfft und die Trauer verflogen. Suzanne nimmt Monsieur mit zu sich, und bei einer Flasche Calvados beratschlagt das ungleiche Paar, wie es denn nun zukünftig mit Monsieurs Leben weitergehen solle. Da gibt es allerdings ein Problem: Monsieur gilt als tot, denn er hat seinen ungeliebten Schwiegereltern, die bei ihm wohnen, einen Abschiedsbrief hinterlassen. Sicher wird sein Ableben bald in allen Gazetten stehen und die Verwandtschaft sich um sein beträchtliches Erbe streiten. Aber Monsieur sieht auch viel Gutes als toter Untoter: er ist die raffgierige Verwandtschaft los und kann jetzt, befreit von allem, ein neues Leben beginnen.
Suzanne will sich ihm anschließen, bietet sein Neubeginn doch auch für sie die Chance, aus dem „Milieu“ herauszukommen. Duchêne weiht zunächst einmal seinen Anwalt in alles ein und weist ihn an, nicht einen Sou seines Geldes an die Erben herauszurücken. Dann macht er sich Suzanne Kontakte zur Halb- und Unterwelt zunutze: Sie kenne da ein paar Ganoven, die für Geld einiges machen würden. Und so beauftragt Monsieur drei Gauner, bei ihm selbst einzubrechen, all seine Barschaft aus dem Tresor zu entwenden und zu ihm zu bringen. Nach der Tat studieren Suzanne und ihr ehemaliger Arbeitgeber die Stellenanzeigen, um für sich beide einen schönen, neuen Job zu besorgen. Die Annonce des noch jungen Konservenfabrikanten Bernadac kommt da wie gerufen: der Mann sucht Hauspersonal für sein Schlösschen im Chevreuse-Tal. Monsieur und Suzanne stellen sich bei den Bernadacs vor: als stellungsuchender Butler und als dessen Tochter, die als Zimmermädchen arbeiten möchte. Und tatsächlich werden sie eingestellt. Monsieur und Madame Bernadac stehen einem recht turbulenten Haushalt vor. Er ist ein gemütlicher und meist gutgelaunter Zeitgenosse, der im Hause vieles durchgehen lässt. Madame wiederum tritt als kecke, kapriziöse und doch auch charmante Hausherrin auf. Bernadac ist mit ihr in zweiter Ehe verheiratet und hat die Kinder Alain, einen angehenden Möchtegern-Playboy, und Nathalie, einen ziemlich unberechenbaren Teenager, in diese Ehe mitgebracht.
Die Bernadacs merken schnell, dass sie mit diesem Butler einen echten Fang gemacht haben. Er ist diskret, kultiviert und souverän, besitzt tadellose Manieren und kann bezüglich gesellschaftlicher Verhaltensregeln sogar dem Arbeitgeberpaar noch so manches beibringen. Er ist der perfekte Haushofmeister, fast so, als wäre er der Hausherr und nicht Monsieur Bernadac. Duchênes aufmerksamem Blick entgeht nichts, selbst die angehende Liebschaft von Madame mit dem erfolgreichen Jungschriftsteller Michel, der sich mit stürmischer Leidenschaft an Elisabeth Bernadac heranwirft, sodass sie schwach zu werden droht. Sohn Alain wiederum hat ganz eindeutig ein Auge auf Suzanne geworfen. Allerdings wäre Suzanne als vermeintliche Tochter des Hausdieners nicht standesgemäß. Monsieur hingegen macht unmissverständlich klar, dass nicht etwa Alain für Suzanne zu gut sei, sondern vielmehr dieser Nichtsnutz Alain seine „Tochter“ Suzanne derzeit nicht bekommen könne. Vielmehr solle Alain Bernadac, so befindet Monsieur, erst einmal etwas Eigenes auf die Beine stellen. Im Übrigen sei Suzanne die Adoptivtochter eines bedeutenden und sehr wohlhabenden Bankiers. Schließlich platzt Monsieur Duchêne mit der ganzen Wahrheit heraus: dieser Bankier sei er selbst. Ab sofort steht dem Happy-end des jungen Paars nichts mehr im Weg.

## Produktionsnotizen
Monsieur wurde in den Filmstudios von Boulogne gedreht und am 22. April 1964 uraufgeführt. In Deutschland lief der Film am 28. August desselben Jahres an.
Raymond Danon übernahm die Produktionsleitung, die Filmbauten entwarf Jean Mandaroux. Auf deutscher Seite war die Münchner Corona-Filmproduktion Alexander Grüters an der Produktion beteiligt. Die Filmveteranin Gaby Morlay stand hier das letzte Mal vor der Kamera, sie starb wenige Monate nach Drehende.
Die Zusammenarbeit zwischen Gabin und Lilo Pulver verlief so gut, dass beide zwei Jahre später in der Gaunerkomödie Blüten, Gauner und die Nacht von Nizza erneut aufeinandertrafen, wiederum unter der Regie von Le Chanois.

## Synchronisation
| Rolle                          | Darsteller        | Synchronsprecher       |
| ------------------------------ | ----------------- | ---------------------- |
| René Duchêne, genannt Monsieur | Jean Gabin        | Klaus W. Krause        |
| Elisabeth Bernadac             | Liselotte Pulver  | sie selbst             |
| Suzanne                        | Mireille Darc     | Alwy Becker            |
| Edmond Bernadac                | Philippe Noiret   | Alexander Welbat       |
| Michel Corbeil                 | Peter Vogel       | Götz Clarén            |
| Alain Bernadac                 | Heinz Blau        | er selbst              |
| Madame Bernadacs Mutter        | Gaby Morlay       | Friedel Schuster       |
| Duchênes Schwiegermutter       | Gabrielle Dorziat | Ursula Krieg           |
| Privatdetektiv                 | Jean Lefebvre     | Gerd Martienzen        |
| Monsieur Danoni                | Claudio Gora      | Friedrich Schoenfelder |
| Restaurantchef                 | Armand Meffre     | Reinhard Kolldehoff    |
| Antoine                        | Andrex            | Siegfried Schürenberg  |
| Marc                           | Alain Bouvette    | Gerd Duwner            |

## Kritiken
„Ein köstlicher Spaß und eine neue Paraderolle für Grandseigneur Jean Gabin. Statt sich in die Seine zu stürzen, beschließt er, für eine Weile seine Bankiers-Existenz mit der Rolle eines Butlers zu tauschen. Seine Perfektion ist beunruhigend. Er übersieht diskret die Seitensprünge der kapriziösen Lilo Pulver und rettet mit seiner Nonchalance nicht nur den Hausfrieden, sondern verheiratet seine Adoptivtochter und enterbt raffgierige Verwandte. Das ist komisch, flott serviert und immer spannend.“

Im Lexikon des internationalen Films heißt es: „Unterhaltsame „unmoralische“ Komödie mit glänzenden Hauptdarstellern.“

„Konfektionsware.“